# Vetterslev
Vetterslev ist ein Ort auf der dänischen Insel Seeland. Er gehört zur Gemeinde Ringsted in der Region Sjælland und zählt 614 Einwohner (Stand 1. Januar 2023).

## Entwicklung der Einwohnerzahl
| Jahr           | Einwohner |
| -------------- | --------- |
| 1. Januar 1976 | 593       |
| 1. Januar 1981 | 633       |
| 1. Januar 1986 | 609       |
| 1. Januar 1990 | 566       |
| 1. Januar 1996 | 584       |
| 1. Januar 2000 | 560       |
| 1. Januar 2004 | 577       |
| 1. Januar 2008 | 574       |
| 1. Januar 2009 | 589       |
| 1. Januar 2010 | 568       |

## Verkehr
Vetterslev liegt an der Primærrute 14 (Roskilde–Næstved) südlich von Ringsted.

## Verwaltungszugehörigkeit
- bis 31. März 1970: Landgemeinde Vetterslev-Høm, Sorø Amt
- 1. April 1970 bis 31. Dezember 2006: Ringsted Kommune, Vestsjællands Amt
- seit 1. Januar 2007: Ringsted Kommune, Region Sjælland